# Wolfgang Himmelbaur
Wolfgang Himmelbaur (* 16. Juni 1886 in Wien; † 29. September 1937 ebenda) war ein österreichischer Botaniker. Als langjähriger Leiter der Abteilung für Arzneipflanzenbau und Drogenuntersuchung an der Landwirtschaftlich-chemischen Versuchsstation in Wien förderte er nachhaltig den Anbau von Arzneipflanzen in Österreich.

## Leben und Wirken
Wolfgang Himmelbaur, Spross einer alt-österreichischen Beamtenfamilie, Sohn von Isidor Himmelbaur und Marietta Himmelbaur, bestand 1904 an einem humanistischen Gymnasium in Wien die Reifeprüfung und studierte ab 1905 an der Universität Wien Naturwissenschaften, vornehmlich Botanik. 1909 promovierte er dort mit einer Arbeit aus dem Gebiet der Blütenmorphologie. Nach einem Studienaufenthalt an den botanischen Staatsinstituten in Hamburg trat er 1911 in die Landwirtschaftlich-chemische Versuchsstation (heute Bundesversuchsanstalt) in Wien ein, wo er sich zunächst mit aktuellen Fragen des Pflanzenschutzes befasste. 1914 habilitierte er sich an der Universität Wien mit der Schrift Die Berberidaceen und ihre Stellung im System und erhielt die Venia legendi für systematische Botanik.
Nach vierjährigem Kriegsdienst kehrte er 1918 nach Wien zurück.  1919 wurde er an der Landwirtschaftlich-chemischen Versuchsstation zum Leiter der Abteilung für Arzneipflanzenbau und Drogenuntersuchung ernannt. Mit dieser Stellung war auch die Leitung der staatlichen Arzneipflanzenanlagen in Korneuburg verbunden. Vorrangig widmete er dem Ausbau dieser beiden Einrichtungen sein weiteres Leben. Seit 1919 hielt er an der Universität Wien Vorlesungen über Botanik, ab 1923 auch über Arzneipflanzenkultur. 1931 wurde ihm der Titel eines außerordentlichen Professors verliehen.
Himmelbaur erwarb sich bedeutende Verdienste um den Arzneipflanzenbau in Österreich. Als Vorstandsmitglied der Arbeitsgemeinschaft österreichischer Arznei- und Gewürzpflanzenproduzenten entwickelte er eine erfolgreiche organisatorische und publizistische Tätigkeit. International bekannt wurde er besonders durch seine gemeinsam mit B. Hollinger erarbeitete und 1927 veröffentlichte „Drogen-Weltkarte“. Seine in vielen Landesteilen Österreichs durchgeführten Feldversuche über den Einfluss von Boden, Witterung und Klima auf den Ertrag und die Qualität von Arzneipflanzen hatten überwiegend eine praxisorientierte Zielrichtung. Seine Publikationsliste umfasst etwa 110 Veröffentlichungen.
Als Verehrer des Lebenswerkes von Johann Wolfgang von Goethe hat Himmelbaur 1913 und 1914 kleinere Schriften über dessen botanische Studien veröffentlicht. Für das 1916 bis 1918 von Julius Zeitler herausgegebene dreibändige Goethe-Handbuch bearbeitete er botanische und zoologische Stichworte.
Für seine Verdienste als Botaniker und Arzneipflanzenforscher erhielt Himmelbaur 1935 das  Ritterkreuz des Ordens der Französischen Ehrenlegion und 1937, kurz vor seinem frühen Tode, das Ritterkreuz I. Klasse des Österreichischen Verdienstordens. Er wurde am Wiener Zentralfriedhof bestattet.

## Publikationen (Auswahl)
- Eine blütenmorphologische und embryologische Studie über Datisca cannabina L. Diss. phil. Univ. Wien 1909. In: Sitzungsberichte der Akademie der Wissenschaften zu Wien, mathemat.-naturwiss. Klasse. Abt. I, Bd. 118, 1909, S. 91–113.
- Die Berberidaceen und ihre Stellung im System. Eine phylogenetische Studie. In: Denkschrift der Akademie der Wissenschaften zu Wien, mathemat.-naturwiss. Klasse Bd. 89, 1913, S. 733–796. – Zugl.: Habilitationsschrift 1914.
- Botanische und zoologische Stichworte. In: Goethe-Handbuch. Herausgegeben von Julius Zeitler, 3 Bde., Verlag Metzler Stuttgart, 1916–18.
- Drogen-Weltkarte (gemeinsam mit B. Hollinger), Wien 1927, 48 S. und sieben farbige Karten, dreisprachig: deutsch, englisch und spanisch.
- Versuche über den Einfluß der Höhenlage auf Ertrag und Gehalt einiger Arzneipflanzen. In: Heil- und Gewürzpflanzen Bd. 14, 1931/32, S. 121–149.
- Denkschrift zum 25jährigen Bestand des Komitees zur staatlichen Förderung der Kultur von Arzneipflanzen in Österreich. Herausgegeben von Wolfgang Himmelbaur und Otto Dafert. Wien 1935.